# Église Saint-Jean-Baptiste de Podhum
Pour les articles homonymes, voir Église Saint-Jean-Baptiste.
L'église Saint-Jean-Baptiste est située en Bosnie-Herzégovine, dans le hameau de Rešetarica, sur le territoire du village de Podhum et dans la municipalité de Livno. Cette église a été construite entre 1964 et 1975.

## Localisation

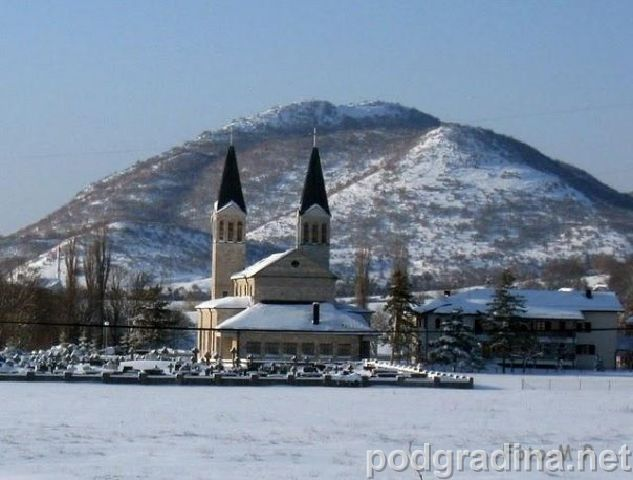
L'église vue dans son environnement